# NWB Steuer und Studium
Die Fachzeitschrift NWB Steuer und Studium aus dem NWB Verlag beschäftigt sich mit der Prüfungsvorbereitung und Praxis von Steuerberatern.

## Zielgruppe und Inhalte
Zielgruppe der NWB Steuer und Studium sind  Steuerfachleute. Die Zeitschrift soll Prüfungskandidaten im Rahmen ihrer Vorbereitung auf die SteuerberaterPrüfung unterstützen. Dementsprechend bietet die Steuer + Studium insoweit  prüfungsorientierte Themen aus aktuellen Informationen, Grundlagenbeiträgen sowie einem  Übungsteil. Zum anderen werden Themen aus der Praxis aufgegriffen und Lösungsansätze vorgestellt.

## Herausgeber und Lieferumfang
Die NWB Steuer und Studium erscheint einmal monatlich in einer Auflage von rund 7450 Exemplaren (Verlagsangabe) im NWB Verlag, Herne (vormals: Verlag Neue Wirtschafts-Briefe). Herausgeber sind Franz Jürgen Marx und Christoph Uhländer.
Neben der gedruckten Ausgabe erhalten alle Abonnenten eine Tablet-Version der Zeitschrift, den E-Mail-Newsletter, einmal jährlich den NWB Karriereführer sowie einen Zugang zur NWB Datenbank mit weiterführenden Informationen und zusätzlichen Arbeitshilfen.